# Gypsophila szovitsii
Gypsophila szovitsii är en nejlikväxtart som beskrevs av Fisch., Amp; C. A. Mey. och Edward Fenzl. Gypsophila szovitsii ingår i släktet slöjor, och familjen nejlikväxter. Inga underarter finns listade i Catalogue of Life.